# 亚瑟·M·赛克勒美术馆
亚瑟·M·赛克勒美术馆（英語：Arthur M. Sackler Gallery），位于美国首都华盛顿特区的国家广场南侧，归属史密森尼学会管理运营。该美术馆与邻近的佛利尔美术馆共同组成了史密森尼博物馆中亚洲艺术部分，因此往往被统称为“佛利尔-赛克勒美术馆”。美术馆开放于1987年，其主体部分位于伊妮德·A·霍普特花園的地下。

## 历史
1987年，纽约的医学家及医学报纸出版商亚瑟·M·赛克勒向史密森尼学会捐赠了1000件以上的藏品以及400万美元，学会为了纪念捐赠者，以他的名字为美术馆命名。赛克勒捐赠的收藏品是以中国古代的美术品以及伊斯兰文化圈的资料为主的亚洲各国艺术品。其中有大量印度的雕刻、中国的瓷器和图画等文物，还有古代王朝的雕刻、西藏、日本的绘画等。赛克勒数学讲座的创始人雷蒙德·赛克勒与亚瑟·M·赛克勒是兄弟。

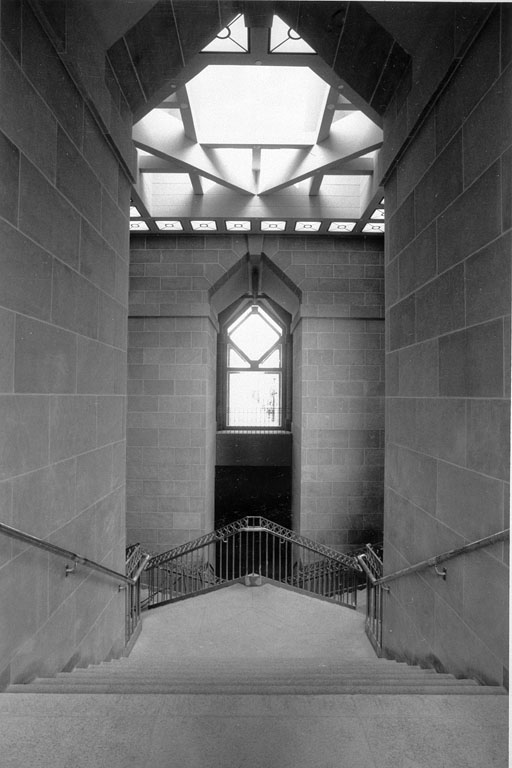
美术馆内的大楼梯

美术馆免费对公众开放。赛克勒馆与相邻的佛利尔馆之间有地下通道相连，两馆的负责人与职员也相同。两馆的展览品领域、开放时间、官方网站、会员单位等也都基本一致。两家美术馆共同所有的图书馆也是美国国内关于亚洲艺术的最大规模的图书馆。
其入口位于史密森尼学会大楼（古堡）南面的公园旁。访客可以从入口的石造建筑进入地下的展馆。馆内可以由讲解员导引，也可以按照家庭为单位进行预约参观。2006年初，该馆举办了日本著名浮世绘画家葛饰北斋的作品展。馆内也常年招聘实习生或志愿者。场馆与史密森尼学会大楼以及独立大道都很接近。如乘坐地铁，可从“史密森尼站”下车步行前往。

## 画廊

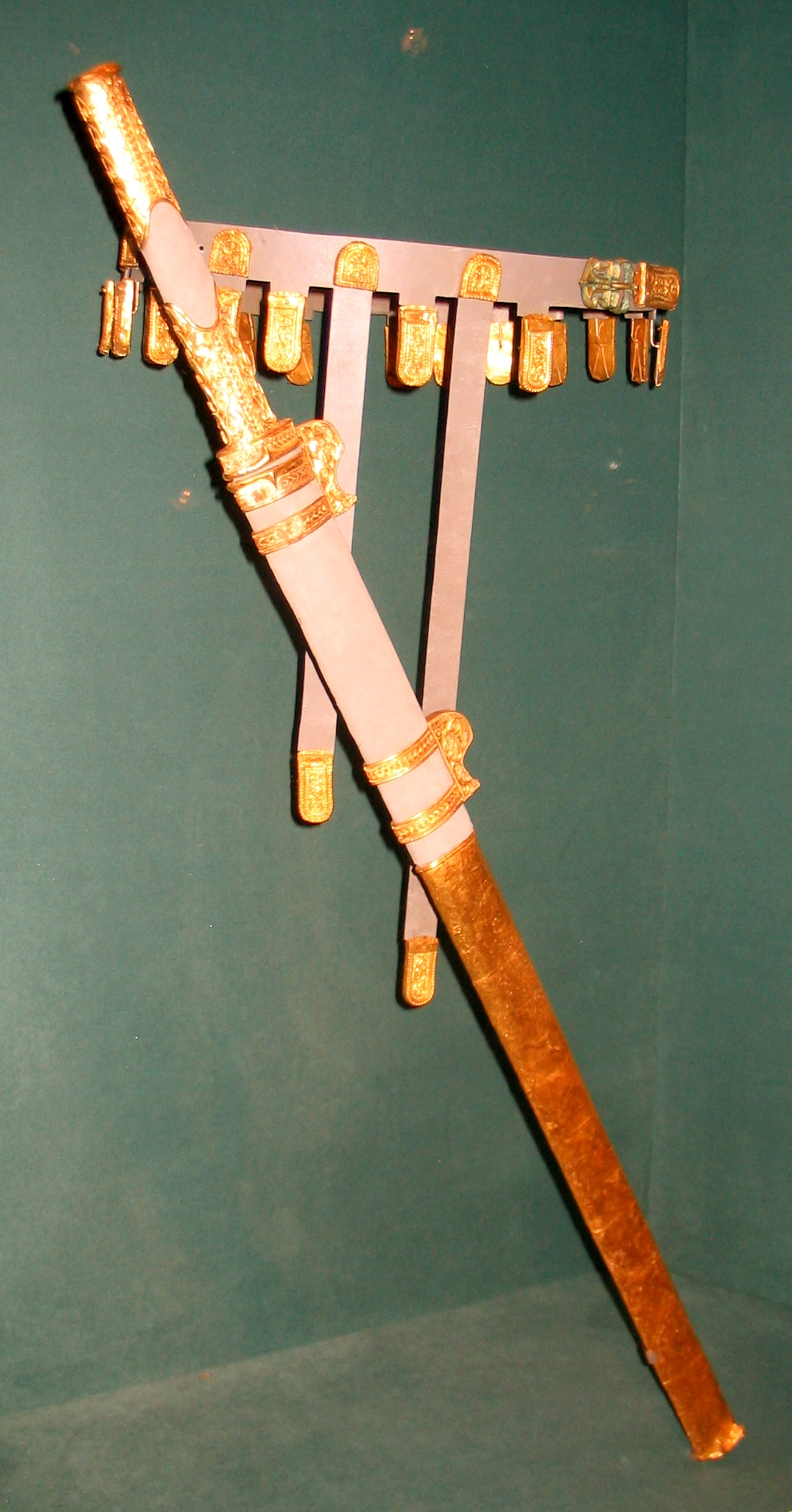
7世纪、萨珊王朝剑
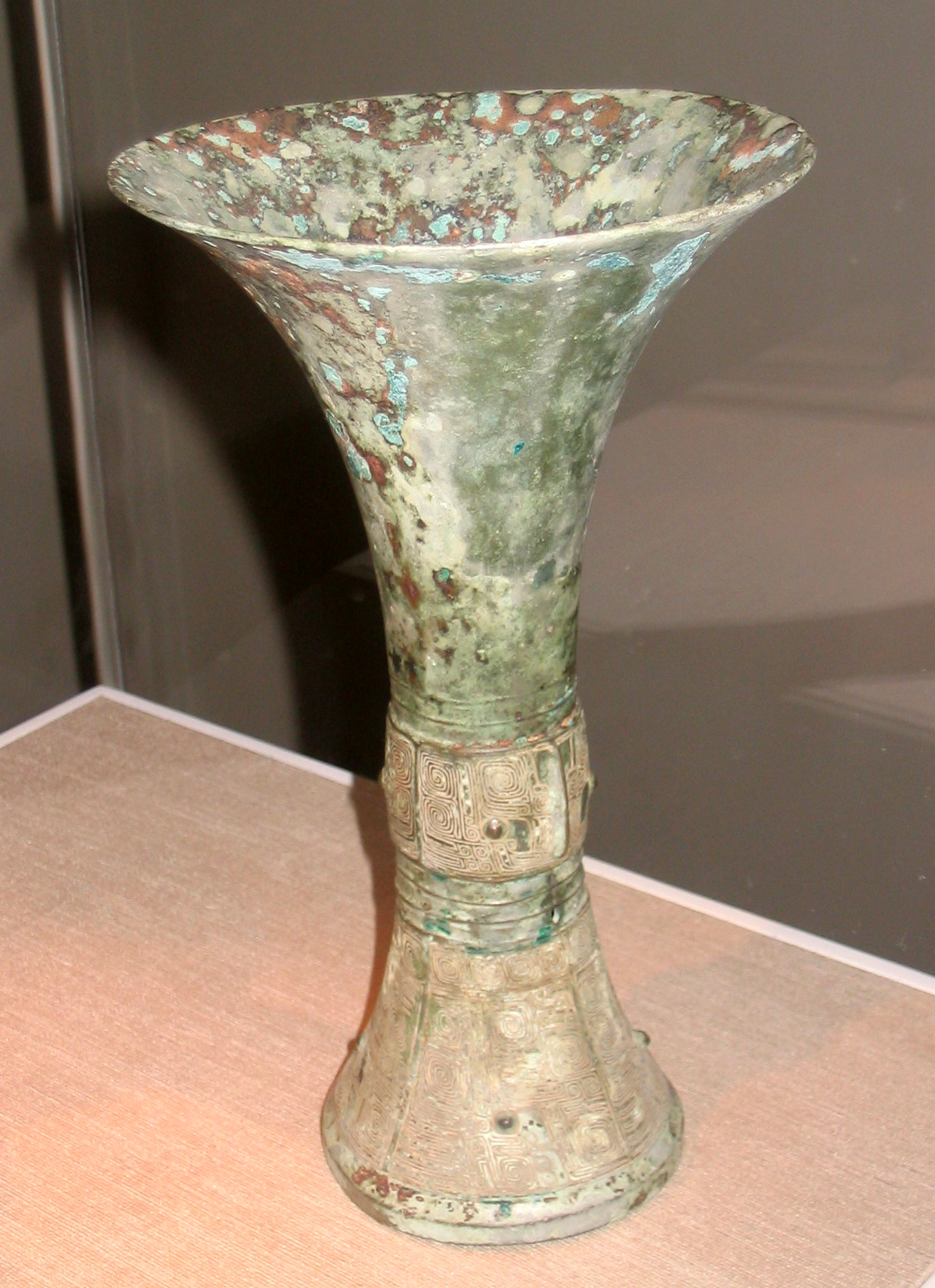
公元前13世纪、中国殷朝容器
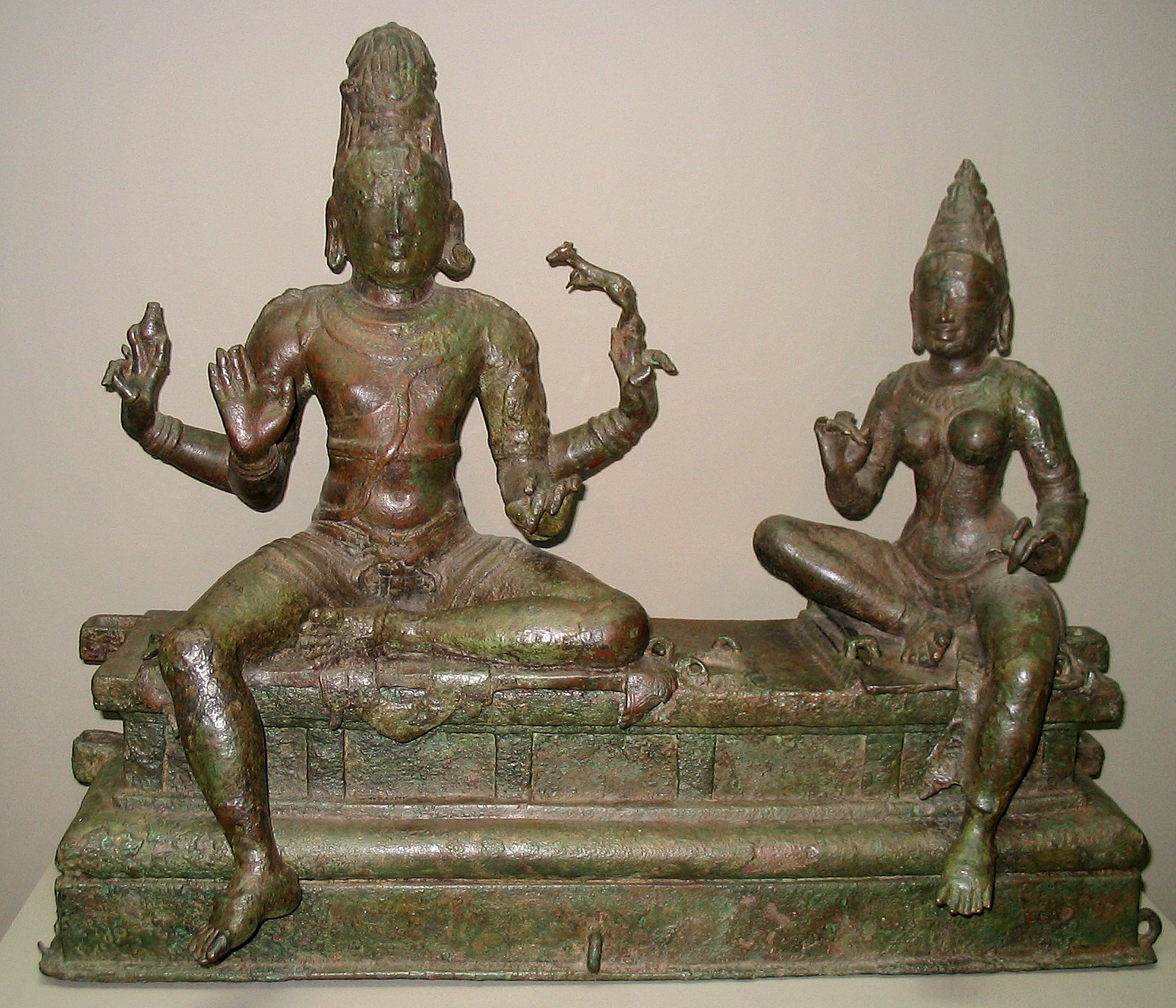
12世纪、朱罗王朝湿婆铜像
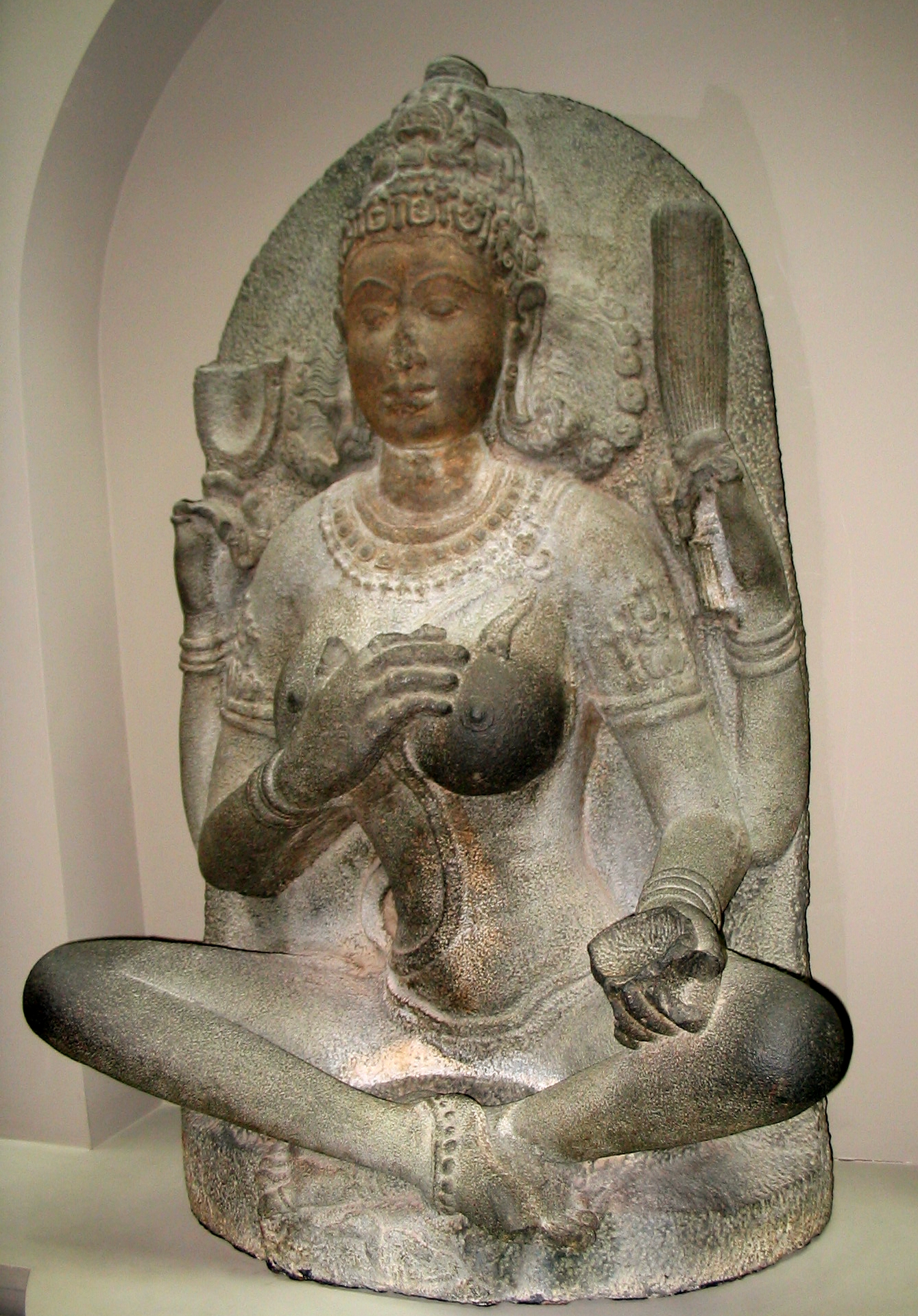
10世纪、朱罗王朝神像
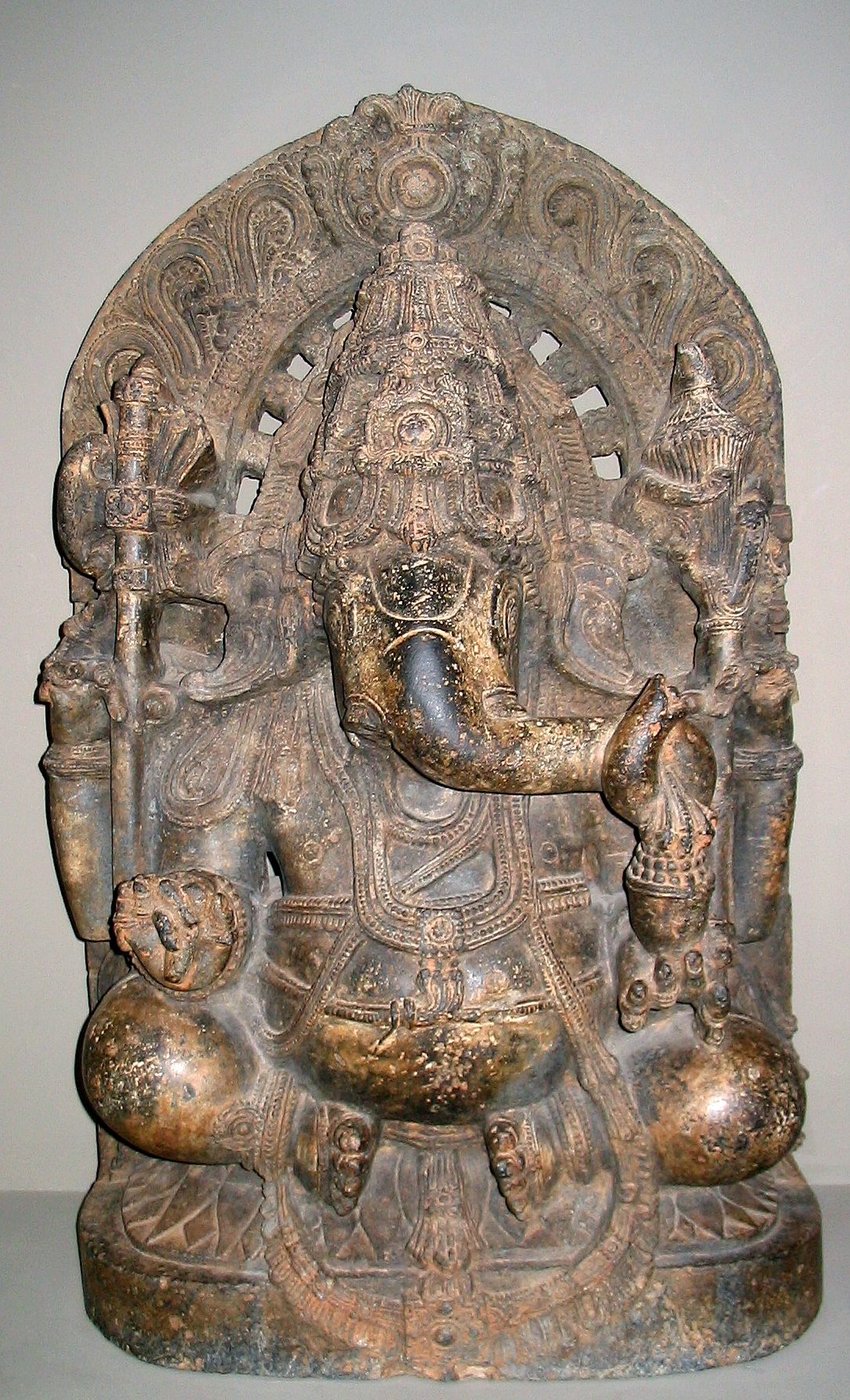
12・13世纪、曷萨拉王朝的象头神像
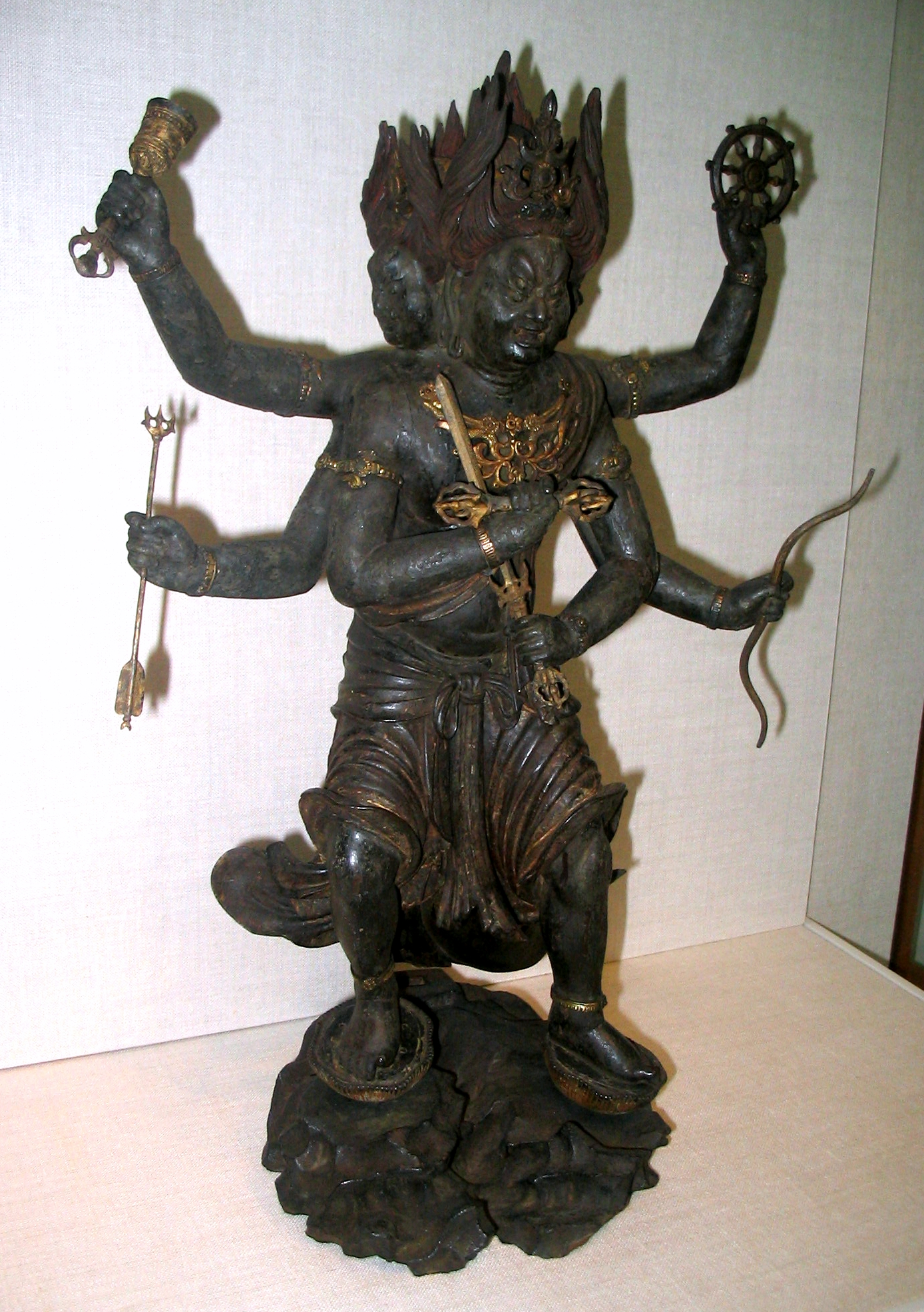
13世纪、镰仓时代的金刚夜叉明王像
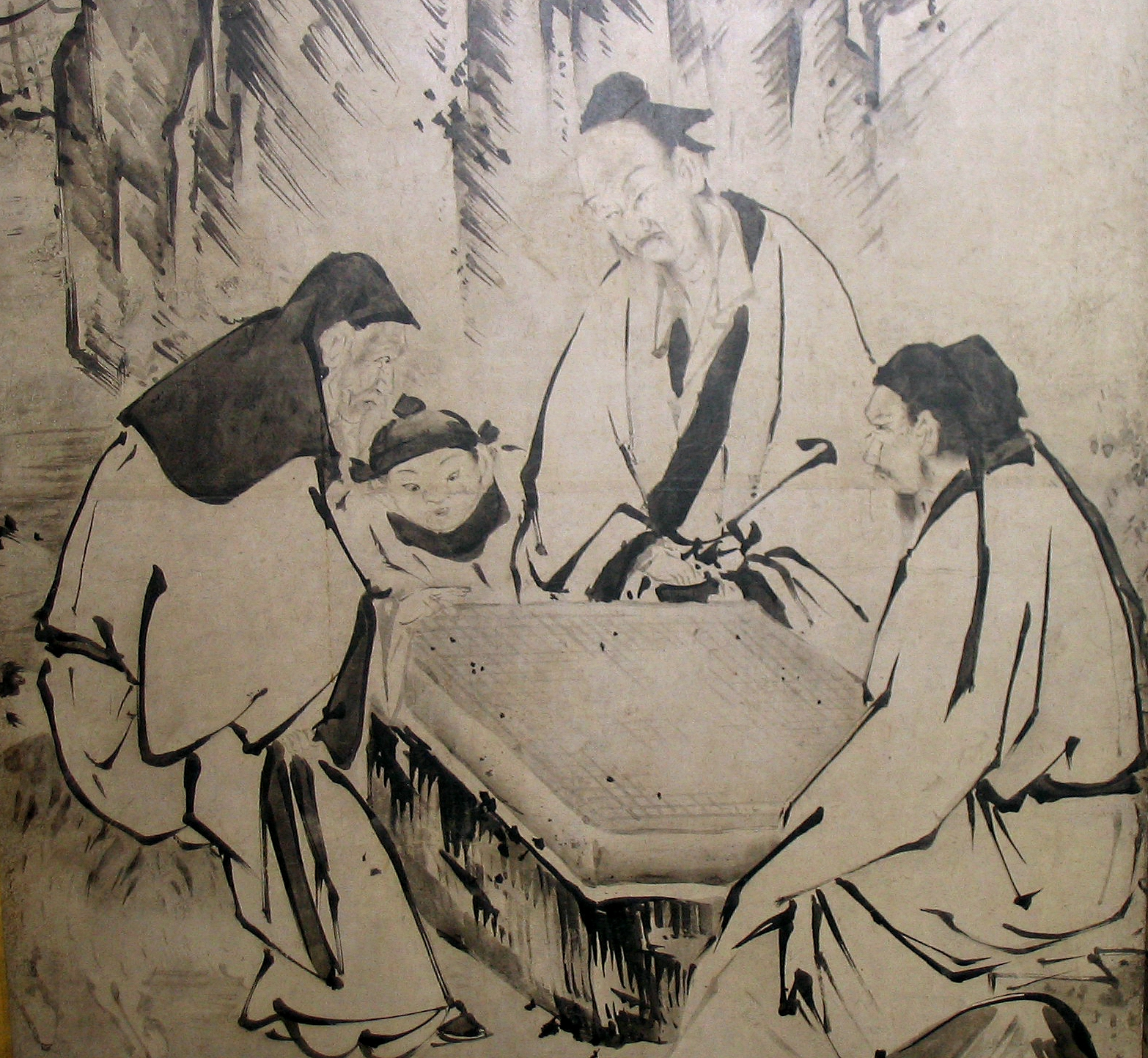
16世纪、桃山时代水墨画(部分)、狩野永徳作
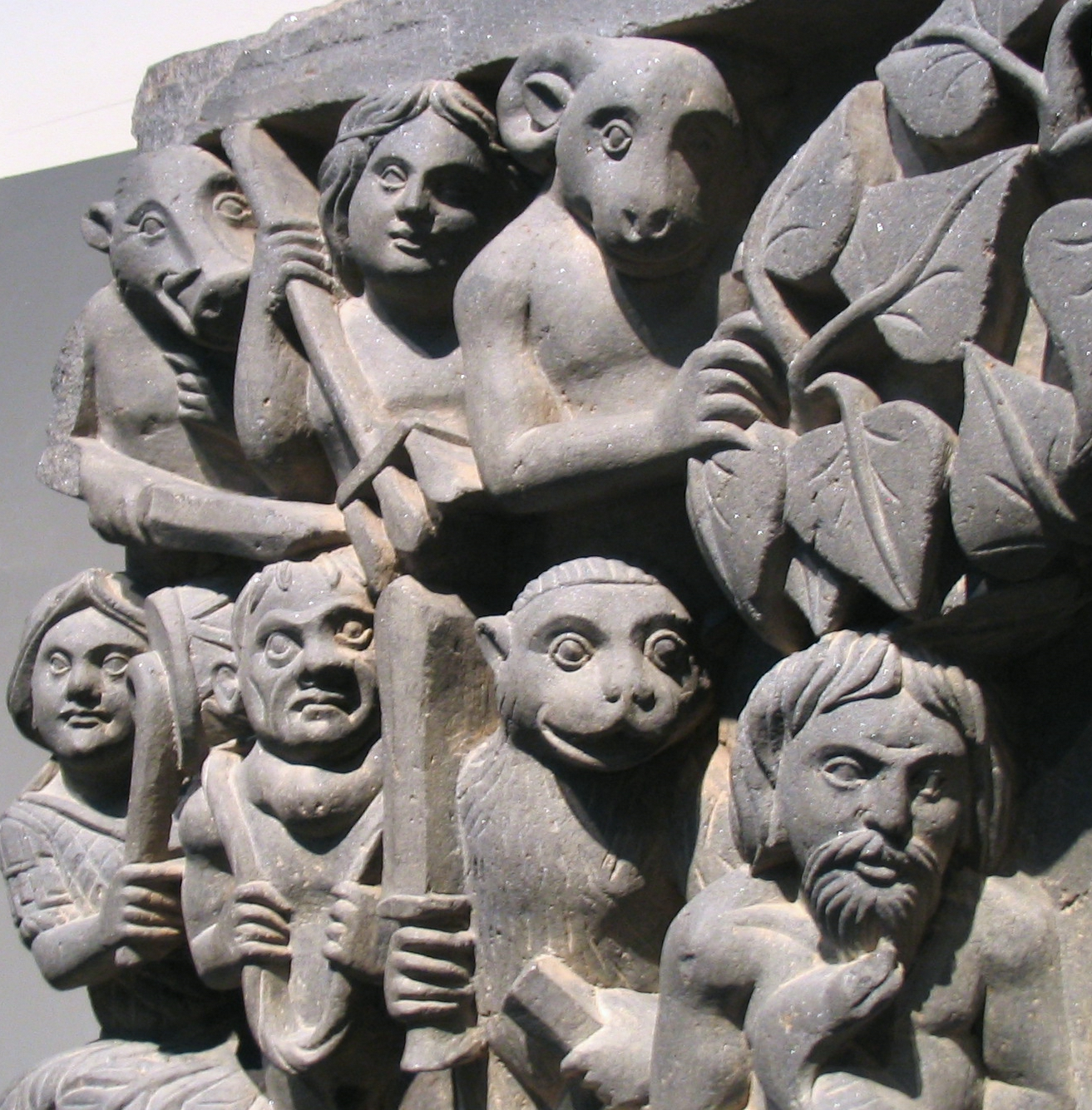
3世纪初、贵霜帝国雕刻、佛陀的一生(部分)
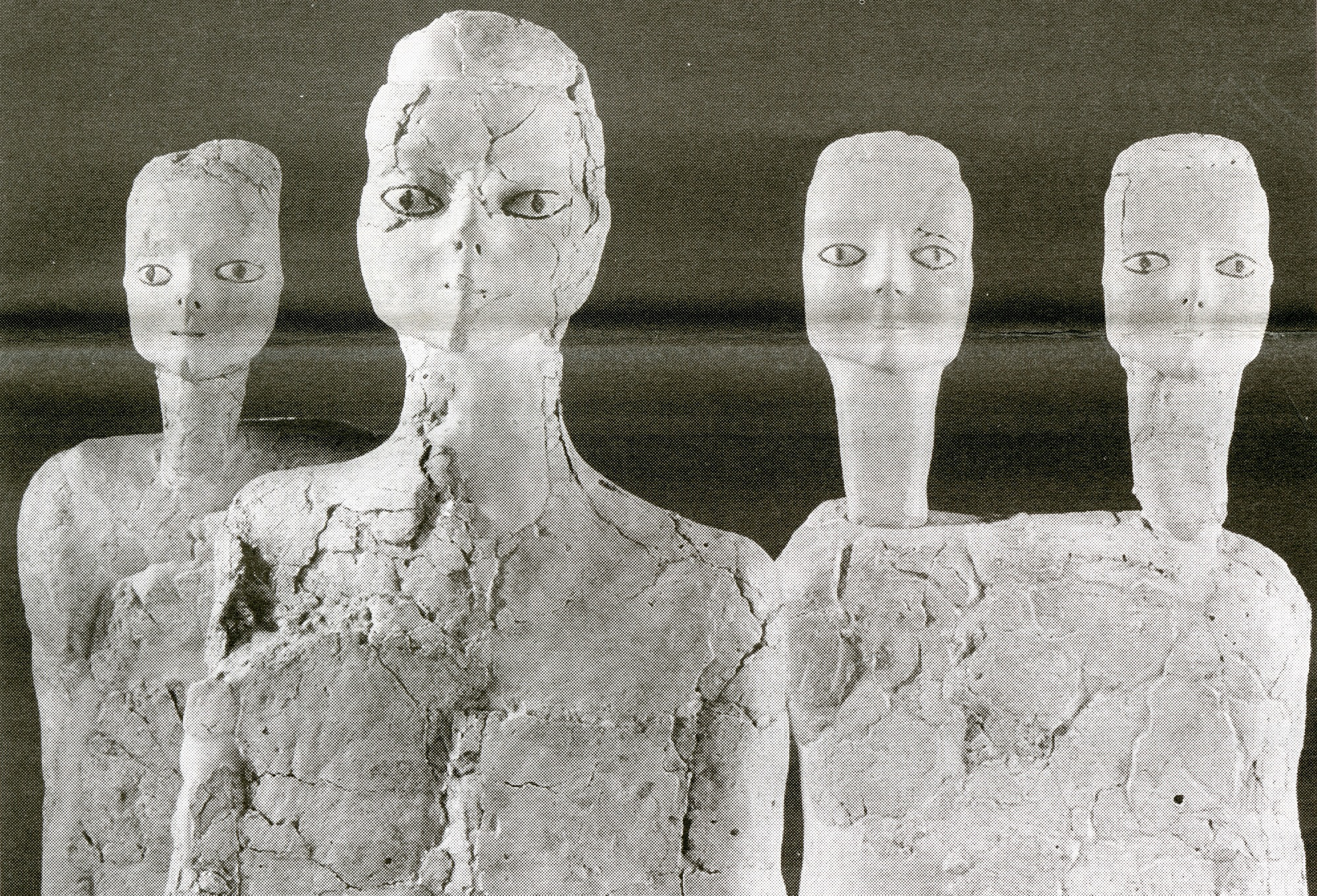
古约旦雕塑